# 谷内正太郎
谷内正太郎（1944年1月6日—），生于日本石川县，前日本外交官。現任內閣官房國家安全保障局局長兼負責国家安全保障担當的内閣特別顧問。
外務省出身。曾任日本外务省事务次官。曾因贬低韩国政府，挑拨韩美盟国关系在韩国政界引发激烈抗议。曾多次传召中国驻日大使王毅被拒绝，与王毅在电话关于小泉参拜靖国神社等问题发生激烈争论。

## 生平
- 1968年9月，外務省公務員錄用上級考試合格 (昭和４３年　９月)
- 1969年3月，东京大学法学政治学专业毕业 (昭和４４年　３月)
- 1969年4月，进入外务省工作 (昭和４４年　４月)
- 1985年1月，外務省條約局法規課長 (昭和６０年　１月)
- 1987年8月，日本駐美國大使館參事官 (昭和６２年　８月)
- 1992年5月，外務大臣官房人事課長 (平成　４年　５月)
- 1994年8月，外務大臣官房外務参事官兼条約局 (平成　６年　８月)
- 1995年7月，外務大臣官房審議官兼条約局 (平成　７年　７月)
- 1996年7月，日本驻美国洛杉矶总领事 (平成　８年　７月)
- 1999年8月，外务省条约局长 (平成１１年　８月)
- 2002年1月，外务省综合外交政策局长 (平成１３年　１月)
- 2003年10月，任内阁官房副长官助理 (平成１４年１０月)
- 2006年1月，外务省事務次官 (平成１７年　１月)
- 2009年1月，退休轉任外务省顧問至2011年7月 (平成２０年１月至平成２２年７月)
- 2010年1月，政府代表至同年9月 （平成２１年　１月至平成２１年９月）
- 2011年12月，再次出任外务省顧問至2012年3月（平成２２年１２月至平成２３年３月）
- 2012年12月，內閣官房參事 (平成２４年１２月)
- 2014年1月，内阁官房国家安全保障局局長　兼　負責国家安全保障担當的内閣特別顧問 (平成２６年　１月)
- 2019年9月，退休

## 外交言论
- 日美韩三国联手将对解决朝核问题起关键作用，美日两国一直共享有关朝核问题的情报，但因为美国不信任首尔，所以日本在与首尔交换情报时不得不保持谨慎。
- 日本不会接受韩国自视为东北亚地区“力量平衡者”的新角色。